# Surazomus paitit
Surazomus paitit är en spindeldjursart som beskrevs av Alexandre B. Bonaldo och Pinto-da-Rocha 2007. Surazomus paitit ingår i släktet Surazomus och familjen Hubbardiidae. Inga underarter finns listade i Catalogue of Life.